# Pathé Arena

## Pathe Arena
Pathé Arena is een multiplex-bioscoop in Amsterdam-Zuidoost van bioscoopexploitant Pathé. De bioscoop bevindt zich op de ArenA Boulevard 600, naast de AFAS Live. Deze vestiging was ooit qua aantal zalen en stoelen de grootste bioscoop in Nederland, maar is na een renovatie van de zalen in 2018 teruggegaan in capaciteit. In 2019 trok de bioscoop 1,4 miljoen bezoekers.

## Geschiedenis en kenmerken
De bioscoop bevat 14 zalen verdeeld over 2 etages met een totale capaciteit van 3246 stoelen. De grootste zaal (14) heeft 480 stoelen en wordt gebruikt voor IMAX-voorstellingen; het scherm in deze zaal heeft een grootte van 200 m². Kenmerkend aan de bioscoop zijn de lichtgevende trappen aan weerszijden van de roltrap. Hoewel het roltraptraject horizontale delen heeft, zoals de trappen ernaast, is dit toch één geheel, dus deels een horizontale loopband. Daarnaast beschikt de bioscoop over een 4DX-zaal met een capaciteit van 70 stoelen.